# RadioMuseum Köln

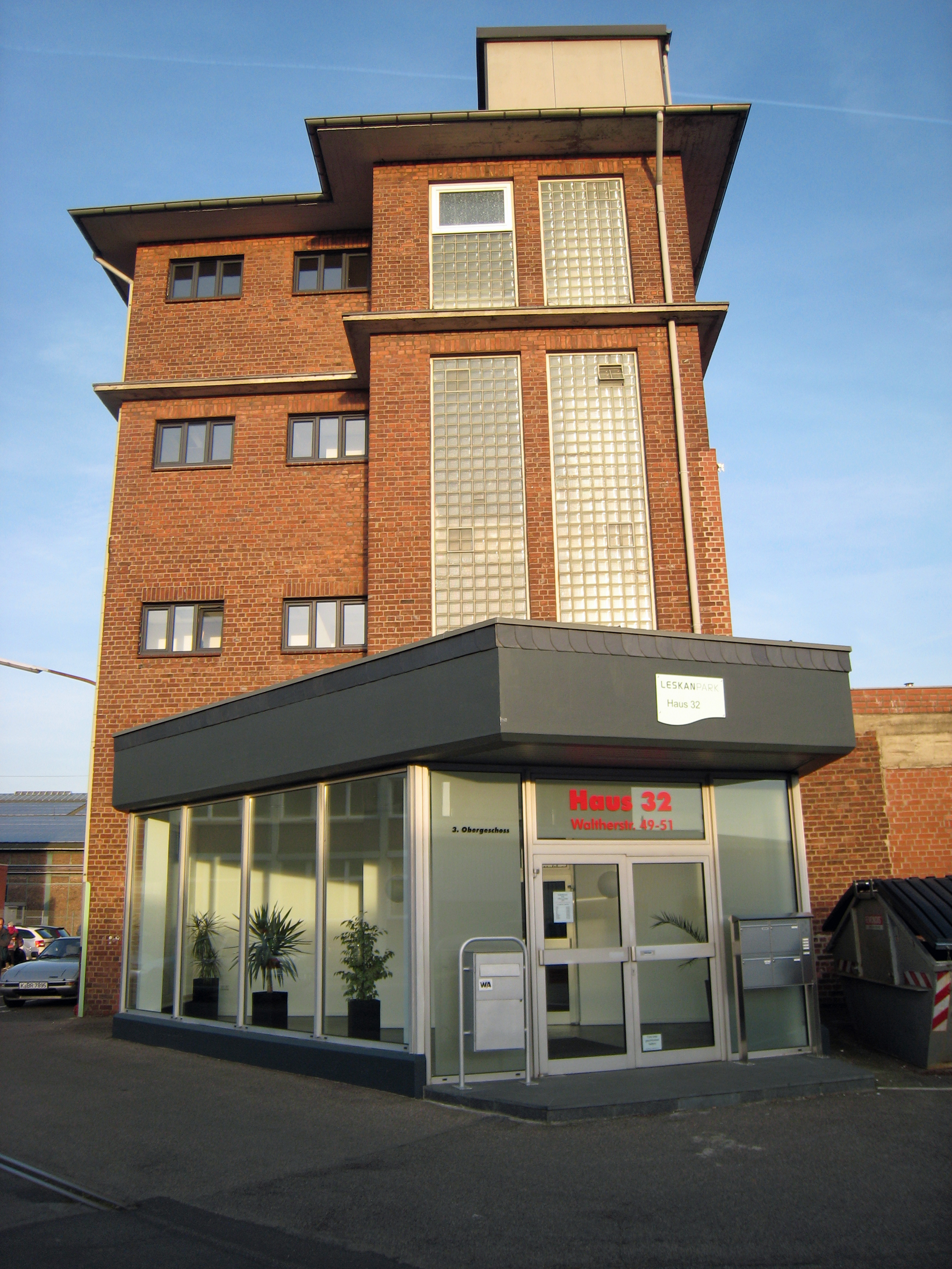
In diesem Gebäude ist das RadioMuseum im Untergeschoss untergebracht

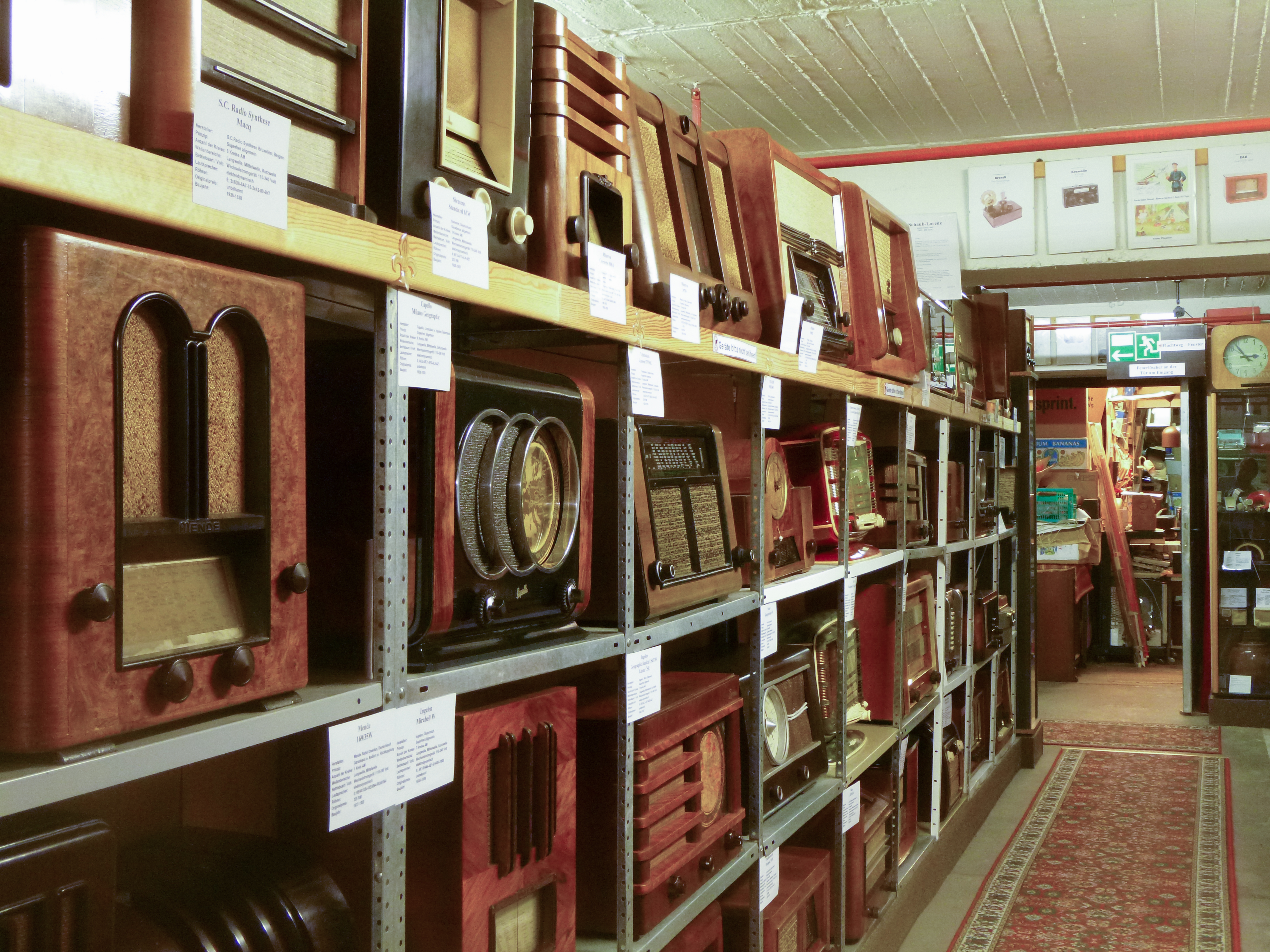
Exponate im RadioMuseum Köln

Das RadioMuseum Köln im Kölner Stadtteil Dellbrück zeigt die historische Entwicklung des Rundfunks.

## Geschichte
Im Jahr 1999 wurde die Fördergesellschaft Radiomuseum Köln e. V. gegründet. Man beschloss, ein Radiomuseum aufzubauen und es der Öffentlichkeit zugänglich zu machen. Zeigen wollte man anhand der Ausstellungsstücke, wie der Rundfunk seine Anfänge über Ortssender gemacht hatte, die über Detektorradios mit einem Kopfhörer empfangen werden konnten. Es folgten Radios, die den Empfang mit Elektronenröhren ermöglichten. Ihnen fehlte aber zunächst ein Lautsprecher, so dass man zum Hören ebenfalls einen Kopfhörer benötigte.

## Sammlung
Das Radiomuseum macht die Entwicklung der Radiotechnik von den Anfängen bis in die heutige Zeit transparent. Es verfügt über eine große Auswahl der frühesten Geräte bis zu ausgefallenen modernen Transistorradios. Die Sammlung des Radiomuseums Köln umfasst rund 4000 Exponate.
Vom 19. Januar bis 5. Juni 2016 wurden 22 ausgewählte Exponate aus dem Bestand des RadioMuseum Köln in der Sonderausstellung RADIO Zeit Röhrengeräte, Design-Ikonen, Internetradio im Museum für Angewandte Kunst Köln ausgestellt.